# Marek Walesiak
Marek Walesiak (ur. 17 czerwca 1957 r. w Dobrej) – polski ekonomista, specjalizujący się w badaniach marketingowych, ekonometrii, klasyfikacji i analizie danych; nauczyciel akademicki związany z uczelniami we Wrocławiu, Jeleniej Górze i Kielcach.

## Życiorys
Urodził się w 1957 roku w Dobrej k. Nowogardu (obecnie województwo zachodniopomorskie). Po ukończeniu kolejno szkoły podstawowej i średniej podjął studia ekonomiczne na Wydziale Gospodarki Narodowej Akademii Ekonomicznej im. Oskara Langego we Wrocławiu, które ukończył w 1980 roku, zdobywając dyplom magistra o specjalności ekonomika i organizacja przemysłu.
Bezpośrednio po ukończeniu studiów znalazł zatrudnienie w Przedsiębiorstwie Komunikacji Samochodowej w Jeleniej Górze, gdzie pełnił funkcję zastępcy kierownika działu dyspozycji taborem. Rok później został pracownikiem naukowo-dydaktycznym na swojej macierzystej uczelni na jeleniogórskim Wydziale Gospodarki Regionalnej i Turystyki. Początkowo pracował tam na stanowisku asystenta, a następnie przeszedł przez wszystkie szczeble kariery naukowej - adiunkt (1986), profesor nadzwyczajny (1996) oraz profesor zwyczajny (2003). Stopień naukowy doktora nauk ekonomicznych o specjalności ekonometria uzyskał w 1985 roku na podstawie pracy pt. Metody klasyfikacji w badaniach strukturalnych. W 1994 roku Rada Wydziału Zarządzania i Informatyki Akademii Ekonomicznej we Wrocławiu nadała mu stopień naukowy doktora habilitowanego nauk ekonomicznych o specjalności ekonometria i statystyka na podstawie rozprawy nt. Statystyczna analiza wielowymiarowa w badaniach marketingowych. W 1999 roku prezydent Polski Aleksander Kwaśniewski nadał mu tytuł profesora nauk ekonomicznych.
W ramach swojej pracy zawodowej odbył liczne staże na zagranicznych uczelniach w: Hasselt (Belgia), Akwizgranie (Niemcy), Limerick (Irlandia), Marsylii (Francja) i Groningen (Holandia). Na swojej uczelni poza działalnością naukowo-dydaktyczną pełnił kilka ważnych stanowisk organizacyjnych. Od 1997 roku jest kierownikiem Katedry Ekonometrii i Informatyki na Wydziale Ekonomii, Zarządzania i Turystyki w Jeleniej Górze. W latach 1996–2002 oraz od 2008 roku pełni funkcję dziekana Wydziału Gospodarki Regionalnej i Turystyki w Jeleniej Górze, który w 2011 roku został przemianowany na Wydział Ekonomii, Zarządzania i Turystyki w Jeleniej Górze.
Był i jest członkiem Rady Sekcji Klasyfikacji i Analizy Danych Polskiego Towarzystwa Statystycznego oraz Komitetu Statystyki i Ekonometrii Polskiej Akademii Nauk. Poza tym wykłada w Staropolskiej Szkole Wyższej w Kielcach.

## Dorobek naukowy
Zainteresowania naukowe Marka Walesiaka koncentrują się wokół problematyki związanej z badaniami marketingowymi, ekonometrią, klasyfikacją i analizą danych, a w szczególności z:
- problematyką badań strukturalnych z wykorzystaniem aparatu metodologicznego statystycznej analizy wielowymiarowej,
- doskonaleniem narzędzi i technik związanych ze statystyczną analizą wielowymiarową,
- zagadnieniami wykorzystania i interpretacji różnych narzędzi i technik statystycznej analizy wielowymiarowej w świetle skal pomiaru zmiennych,
- wykorzystaniem metodologii statystycznej analizy wielowymiarowej w gospodarce lokalnej i w badaniach marketingowych,
- metodologią i zastosowaniami metod wielowymiarowych w statystycznej analizie danych marketingowych,
- statystyczną analizą wielowymiarową w strategicznych badaniach marketingowych oraz w pomiarze preferencji konsumentów,
- uogólnioną miarą odległości statystycznej analizie wielowymiarowej (własności formalne, badania symulacyjne, oprogramowanie komputerowe dla środowiska Windows w języku polskim i angielskim, zastosowania),
- systematyzacją i zastosowaniem narzędzi i technik statystycznej analizy wielowymiarowej.

Aktualnie w swoim dorobku naukowym ma ogółem 162 publikacje (w tym autorstwo i współautorstwo), na które składają się:
- 14 pozycji zwartych (monografie, skrypty i podręczniki),
- 28 redakcji opracowań zwartych,
- 106 artykułów naukowych (w tym 11 w języku angielskim),
- 14 sprawozdań z konferencji.